# Ali Tabatabaee
Ali Tabatabaee (né Ali Tabatabaeepour, le 27 février 1973, en Iran) est un des deux principaux chanteurs du groupe de punk-rock américain Zebrahead. Il déménage avec sa famille en Californie à l'âge de six ans. Il est allé au lycée à La Habra, en Californie, où il rencontra les autres membres du groupe. A Tribe Called Quest, System of a Down, et N.W.A. font partie des groupes qui l'inspirent.

## Apparitions
- Il apparaît sur le DVD You're All In This Together, de Reel Big Fish, sur la chanson Unity, reprise d'Operation Ivy.
- Grâce à la forte popularité du groupe Zebrahead au Japon, Ali Tabatabaee et Matty Lewis, l'autre chanteur du groupe, ont été appelés par SEGA pour enregistrer les paroles pour une chanson, His World, qui apparait dans le jeu vidéo Sonic The Hedgehog pour Xbox 360 et PlayStation 3.